# Bahá'ís världscenter

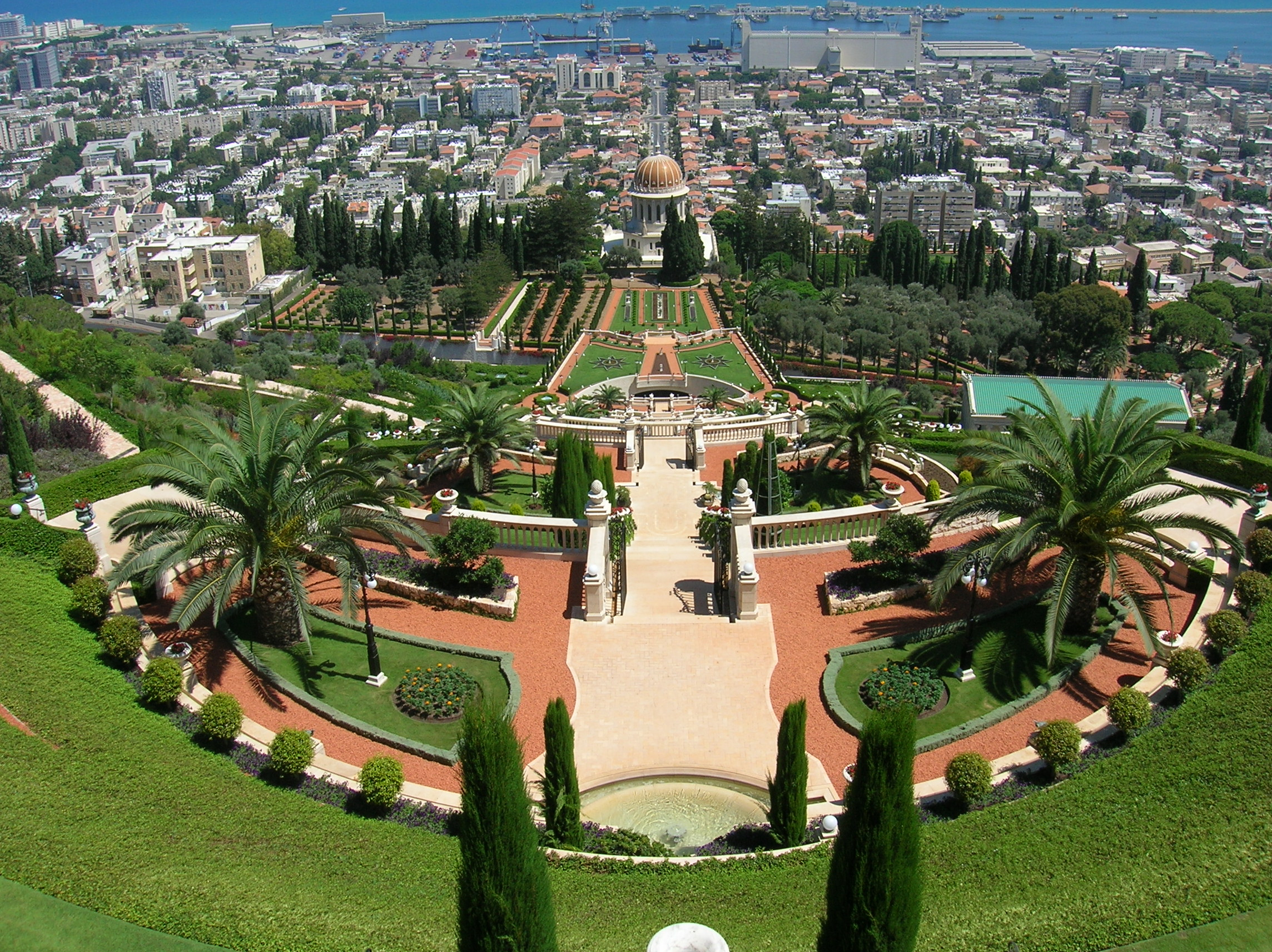
Bahá'í-religionens hängande trädgårdar är en fredssymbol och lugn oas mitt i storstaden Haifa på Karmelberget. Det är en av Israels mest välbesökta turistiska sevärdheter.

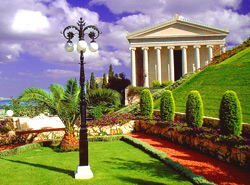
Bahá'í-religionens internationella arkiv i Haifa

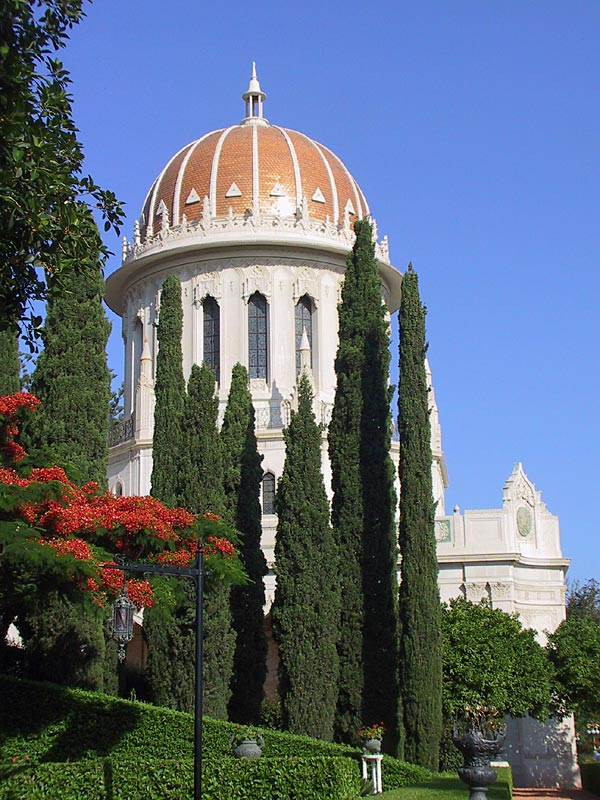
Bábs helgedom

Bahá'ís världscenter är Bahá'ítrons administrativa och andliga världscentrum finns i Haifa i Israel. På Karmelberget, nära Bábs helgedom, är Universella rättvisans hus, Internationella undervisningscentret, Internationella arkivet samt Centret för studier av de heliga skrifterna belägna.
Vid Bahá'í-världscentret finns ett flertal av bahá'í-religionens heliga platser. Hit räknas arkivbyggnaden, vari de reliker från Bahá'u'lláh, 'Abdu'l-Bahá och Báb, och deras närmaste familjemedlemmar förvaras. Därtill hör också husen, där Bahá'u'lláhs familj bodde under sin landsförvisning i perioden 1890-talet och framåt. Flera av dessa byggnader, monument och helgedomar är belägna i en påkostad trädgårdsanläggning på Karmelberget och är öppna för bahá'í-pilgrimer och även för turister.

## Karmelberget
I religionshistorien återfinns Karmelberget i olika källor. Till exempel profeterar Jesaja i Gamla testamentet att "alla folk skall strömma dit" till "Herrens berg". Bahá'u'lláh besökte Haifa fyra gånger, och slog upp sitt tält på Karmelberget. Under en av dessa vistelser visade han 'Abdu'l-Bahá platsen på vilken Bábs gravhelgedom skulle uppföras. En annan gång skrev han den så kallade Karmel-episteln, vilket förklarar bergets betydelse för bahá'í-religionen.

### Bábs helgedom
Huvudartikel: Bábs helgedom
Detta mausoleum hyser Bábs stoft. Helgedomen står på den plats som Bahá'u'lláh själv såg ut under sin vistelse i Haifa. 'Abdu'l-Bahá var den som fick uppgiften, att uppföra byggnadsverket, föra Bábs jordiska kvarlevor till berget Karmel i Israel och gravsätta dessa. På denna plats finns även 'Abdu'l-Bahás gravvård.

## Helgedomar i Haifa och 'Akká

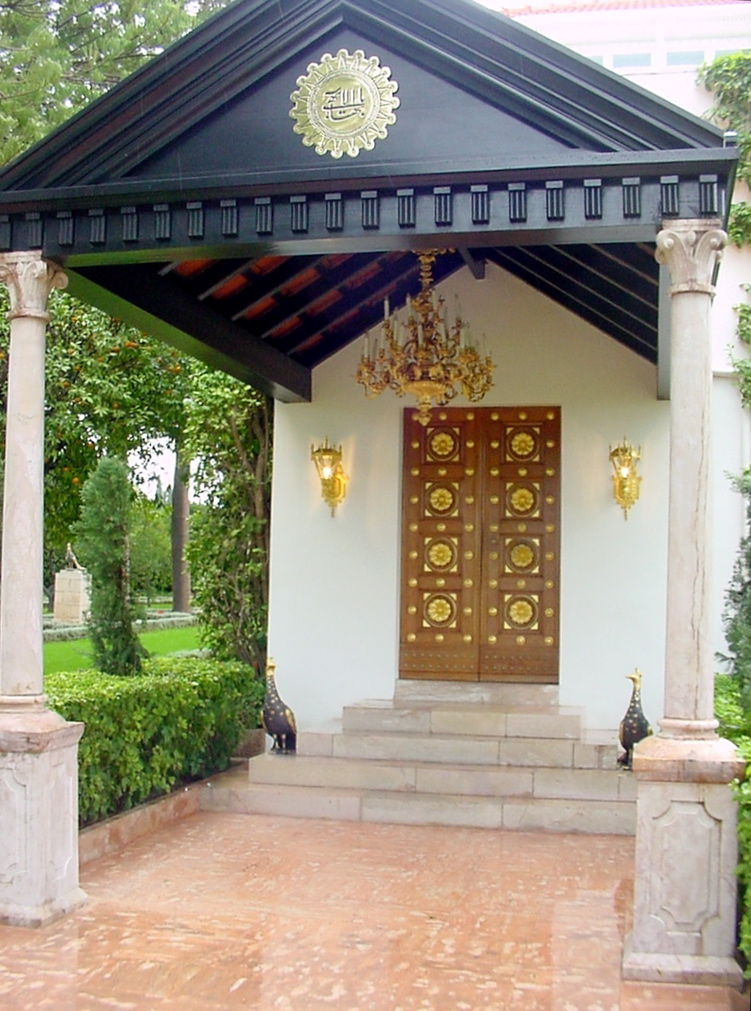
Huvudingången till Bahá'u'lláhs helgedom

### Bahá'u'lláh helgedom
Här finns Bahá'u'lláh jordiska kvarlevor. Därigenom är denna plats givetvis utmärkande för bahá'í-religionen, sedan Shoghi Effendi här låt begrava ”det heligaste stoft, som jorden någonsin i sitt sköte emottagit”. Bahá'u'lláh gravlades i det nordligaste rummet i sin svärson Siyyid ’Ali Afnans hus på sin hädangångsdag den 29 maj 1892 strax efter solnedgången. Sedermera byggdes en separat övertäckt ingång till rummet. Varje dag kommer några bahá'íer, oftast i samband med pilgrimsresor till helgedomarna hit, för att stillsamt bedja eller meditera. Denna plats har även stor betydelse för bahá'íer över hela världen, eftersom den såsom ”qiblih” bestämmer riktningen för den dagliga obligatoriska bönen, som bahá'íer uppmanas att hålla, och bedjandet för de döda.

### Ridván-trädgården
Den här lilla gröna holmen i mitten av en flod kallade Bahá'u'lláh för Ridván (av arabiskans ord för paradis) – ej att förväxla med Ridván-trädgården i Bagdad, där Bahá'u'lláh tillkännagav sin mission 1863. Det var här som Bahá'u'lláh, efter att ha varit fängslad i nästan ett årtionde i 'Akká, för första gången lämnade fängelseinhägnaderna och upplevde naturen. Innan dess hade hans motion enbart bestått av att ständigt gå fram och tillbaka i sin cell.

### Bahjí
Lanthuset Bahjí ligger på en höjd, som ligger i ett område, som tidigare var känt som Al-Bahjá (arabiska för ”glädjens plats”). Från detta förutvarande sommarpalats, tillhörande en förmögen köpman vid namn Udi Khammar, flydde ägaren efter en epidemi. År 1879 förvärvade 'Abdu'l-Bahá villan och använde den som bostad för större delen av sin familj. Vissa rum i huset har särskild historisk betydelse för bahaierna.

### 'Abbúds hus

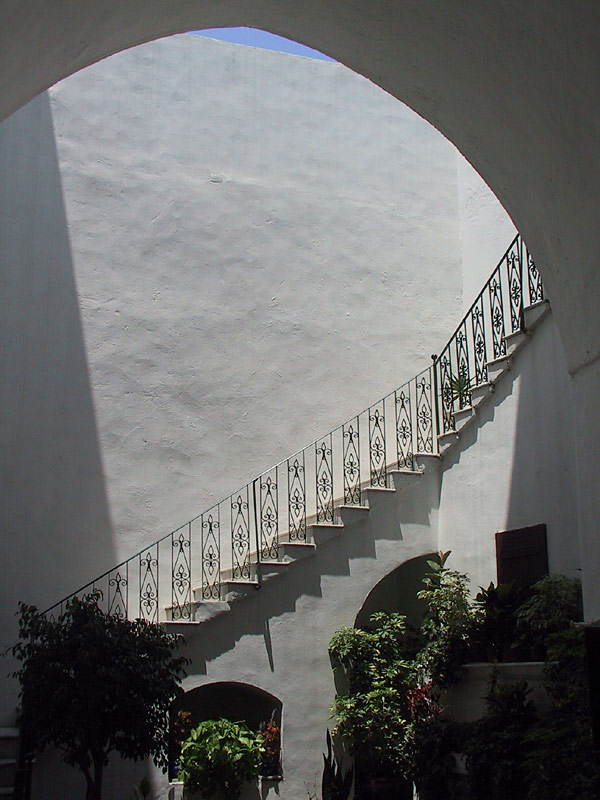
'Abbúds-hus (innergård)

Bahá'u'lláh bodde i nästan sju år i det i två områden avdelade huset, känt som ”'Abbúds-hus”.  Det var i förhållande till storleken på Bahá'u'lláh familj en alltför liten byggnad, då tretton personer ofta var tvungna att bo i samma rum. Trots de usla förhållandena, uppenbarades här 1873 den heligaste boken, Kitab-i-Aqdas.